# Antonios Papadopoulos
Antonios Papadopoulos (in greco Αντώνιος Παπαδόπουλος?; Bad Cannstatt, 10 settembre 1999) è un calciatore tedesco, difensore del Lugano.

## Carriera
Ha iniziato la sua carriera calcistica con la maglia dell'Aalen, con cui ha debuttato il 28 ottobre 2017 nell'incontro di 3. Liga vinto 1-0 contro il Werder Brema II. L'11 maggio dell'anno successivo ha firmato il suo primo contratto professionistico. Nel 2019 è stato acquistato dall'Hallescher, club con cui ha trovato il primo gol in carriera il 21 novembre 2020.
Nel giugno del 2021 è stato acquistato dal Borussia Dortmund, che lo ha assegnato alla propria seconda squadra. Il 7 agosto ha fatto il suo esordio in prima squadra nell'incontro di DFB-Pokal contro il Wehen Wiesbaden e la settimana successiva ha debuttato anche in Bundesliga subentrando nei minuti finali contro l'Eintracht Francoforte. Con i gialloneri è rimasto per tre stagioni, disputate prevalentemente in 3. Liga, riuscendo comunque a giocare 8 incontri in prima squadra.
Rimasto svincolato, il 5 giugno 2024 ha firmato un triennale con il Lugano.

## Statistiche

### Presenze e reti nei club
Statistiche aggiornate al 7 novembre 2024.
| Stagione        | Squadra              | Campionato      | Campionato | Campionato | Coppe nazionali | Coppe nazionali | Coppe nazionali | Coppe continentali | Coppe continentali | Coppe continentali | Altre coppe | Altre coppe | Altre coppe | Totale | Totale |
| Stagione        | Squadra              | Comp            | Pres       | Reti       | Comp            | Pres            | Reti            | Comp               | Pres               | Reti               | Comp        | Pres        | Reti        | Pres   | Reti   |
| --------------- | -------------------- | --------------- | ---------- | ---------- | --------------- | --------------- | --------------- | ------------------ | ------------------ | ------------------ | ----------- | ----------- | ----------- | ------ | ------ |
| 2017-2018       | Aalen                | 3L              | 1          | 0          | CG              | 0               | 0               | -                  | -                  | -                  | -           | -           | -           | 1      | 0      |
| 2018-2019       | Aalen                | 3L              | 12         | 0          | CG              | 0               | 0               | -                  | -                  | -                  | -           | -           | -           | 12     | 0      |
| 2019-2020       | Hallescher           | 3L              | 23         | 0          | CG              | 1               | 0               | -                  | -                  | -                  | -           | -           | -           | 24     | 0      |
| 2020-2021       | Hallescher           | 3L              | 35         | 3          | CG              | 0               | 0               | -                  | -                  | -                  | -           | -           | -           | 35     | 3      |
| 2021-2022       | Borussia Dortmund II | 3L              | 26         | 1          | -               | -               | -               | -                  | -                  | -                  | -           | -           | -           | 26     | 1      |
| 2022-2023       | Borussia Dortmund II | 3L              | 27         | 1          | -               | -               | -               | -                  | -                  | -                  | -           | -           | -           | 27     | 1      |
| 2023-2024       | Borussia Dortmund II | 3L              | 17         | 2          | -               | -               | -               | -                  | -                  | -                  | -           | -           | -           | 17     | 2      |
| 2021-2022       | Borussia Dortmund    | BL              | 2          | 0          | CG              | 1               | 0               | UCL+UEL            | 0                  | 0                  | SG          | 0           | 0           | 3      | 0      |
| 2022-2023       | Borussia Dortmund    | BL              | 1          | 0          | CG              | 0               | 0               | UCL                | 2                  | 0                  | -           | -           | -           | 3      | 0      |
| 2023-2024       | Borussia Dortmund    | BL              | 2          | 0          | CG              | 0               | 0               | UCL                | 0                  | 0                  | -           | -           | -           | 2      | 0      |
| 2024-2025       | Lugano               | SL              | 11         | 0          | CS              | 0               | 0               | UCL+UEL+UEL        | 2+4+2              | 0+0+1              | -           | -           | -           | 19     | 1      |
| Totale carriera | Totale carriera      | Totale carriera | 157        | 7          |                 | 2               | 0               |                    | 10                 | 1                  |             | 0           | 0           | 169    | 8      |